# 퀴어영화 뷰티풀
"퀴어영화 뷰티풀"은 한국에서 제작된 백인규 감독의 2018년 멜로/로맨스, 드라마, 코미디 영화이다. 김현목 등이 주연으로 출연하였다.

## 출연

### 주연
- 김현목
- 최찬호
- 나도환
- 최지웅

### 조연
- 이지현
- 임정환
- 방승민
- 최만성

## 기타
- 제작팀: 염재선
- 공동제작: 황규배
- 조명: 배해민
- 조연출: 황규배
- 동시녹음: 홍초선
- 미술: 허윤주
- 미술팀: 김로운
- 미술팀: 김효정
- 촬영팀: 이진범
- 촬영팀: 최훈
- 책임제작: 백인규
- 라인제작: 박혜림
- 연출팀: 위금실
- 메이크업: 김영래